# Antonio Jesús Soto
Antonio Jesús Soto Guirao (ur. 22 września 1994 w Alcantarilli) – hiszpański kolarz szosowy i torowy.
Soto jest medalistą mistrzostw Hiszpanii w kolarstwie torowym.

## Osiągnięcia

### Kolarstwo szosowe
Opracowano na podstawie:
2021
- 1. miejsce w Vuelta a Murcia

## Rankingi

### Kolarstwo szosowe
| Rok             | 2018  | 2019  | 2020  | 2021 | 2022  | 2023 | 2024 |
| --------------- | ----- | ----- | ----- | ---- | ----- | ---- | ---- |
| World Ranking   | 3152. | 1858. | 1018. | 494. | 1101. | 571. | 728. |
| UCI Europe Tour | 2093. | 1223. | 792.  | 399. | 780.  | -    | -    |
|                 |       |       |       |      |       |      |      |
| Źródło: UCI     |       |       |       |      |       |      |      |